# UEFA Under-19 Futsal Championship 2022
Il campionato europeo di calcio a 5 Under-19 2022 (ufficialmente UEFA Under-19 Futsal Championship 2022) è stata la 2ª edizione del torneo e si è svolta in Spagna, all'Olivo Arena di Jaén tra il 4 e il 10 settembre 2022 (inizialmente in programma per l'anno precedente ma rimandata a causa della pandemia di COVID-19.
Il torneo è stato disputato da 8 squadre divise in 2 gironi da 4 squadre. Le squadre erano composte da giocatori nati dopo il 1º gennaio 2002.

## Qualificazioni
Le qualificazioni vedono la presenza di 33 nazionali per 7 posti, da aggiungersi alla Spagna, qualificata come paese ospitante.
Il sorteggio delle qualificazioni si è svolto il 30 agosto 2021 alle 15:00.

## Fase finale

### Scelta della sede
2 nazioni si sono dichiarate interessate a ospitare l'evento:
- Lituania[3]
- Spagna

La scelta è stata poi notificata il 19 aprile 2021.

### Impianti
L'impianto ospitante sarà l'Olivo Arena di Jaén.
| Impianto | Olivo Arena |
| Foto     |             |
| -------- | ----------- |
| Città    | Jaén        |
| Capacità | 10.000      |

### Squadre qualificate
| Squadra    | In qualità di       | Data           | Pres. | Ult.       | Miglior risultato    |
| ---------- | ------------------- | -------------- | ----- | ---------- | -------------------- |
| Spagna     | Nazione ospitante   | 19 aprile 2021 | 2ª    | 2019       | Campione (2019)      |
| Romania    | Vincitrice gruppo 5 | 18 marzo 2022  | 1ª    | Esordiente |                      |
| Polonia    | Vincitrice gruppo 4 | 18 marzo 2022  | 2ª    | 2019       | Semifinalista (2019) |
| Italia     | Vincitrice gruppo 1 | 19 marzo 2022  | 1ª    | Esordiente |                      |
| Croazia    | Vincitrice gruppo 7 | 19 marzo 2022  | 2ª    | 2019       | Finalista (2019)     |
| Francia    | Vincitrice gruppo 3 | 19 marzo 2022  | 1ª    | Esordiente |                      |
| Portogallo | Vincitrice gruppo 2 | 20 marzo 2022  | 2ª    | 2019       | Semifinalista (2019) |
| Ucraina    | Vincitrice gruppo 6 | 8 luglio 2022  | 2ª    | 2019       | Fase a gironi (2019) |

### Sorteggio dei gruppi
Il sorteggio si è svolto il 14 giugno 2022 a Jaén all'esterno della cattedrale cittadina, in Spagna, alle 21:00 CEST. Le 8 squadre sono state suddivise in due gruppi di quattro squadre. I padroni di casa della Spagna sono stati assegnati alla posizione 1 del Gruppo A, mentre le restanti squadre sono state sorteggiate senza vincoli.

## Fase a gironi
Le prime due di ogni girone passeranno alla fase a eliminazione diretta.

### Criteri di classificazione
In caso di parità di punti le squadre erano classificate in base a:
1. Punti negli scontri diretti;
2. Differenza reti negli scontri diretti;
3. Reti segnate negli scontri diretti;
4. Se più di due squadre sono pari e dopo aver applicato i criteri precedenti alcune sono ancora pari i criteri di cui sopra vengono riapplicati tra le squadre in questione;
5. Differenza reti in tutte le partite;
6. Reti segnate in tutte le partite;
7. Calci di rigore, esclusivamente se le due squadre sono pari nei criteri precedenti (ma senza altre squadre coinvolte), si scontrano nell'ultima giornata e il loro posizionamento è rilevante per il passaggio del turno;
8. Minor numero di punti disciplinari (rosso diretto = 3 punti, cartellino giallo = 1 punto, espulsione per somma di gialli = 3 punti);
9. Posizione nel ranking UEFA.

Gli orari sono locali, CEST (UTC+2).

### Girone A
| Squadra | P.ti | G | V | N | P | GF | GS | DR  |
| ------- | ---- | - | - | - | - | -- | -- | --- |
| Spagna  | 7    | 3 | 2 | 1 | 0 | 22 | 3  | +19 |
| Ucraina | 7    | 3 | 2 | 1 | 0 | 13 | 8  | +5  |
| Croazia | 3    | 3 | 1 | 0 | 2 | 13 | 17 | -4  |
| Romania | 0    | 3 | 0 | 0 | 3 | 2  | 22 | -20 |

| Arbitri: | Damian Grabowski Viktor Bugenko Giulio Colombin |
| Crono:   | Rastislav Behancin                              |

|                                                                                                  |           |                                                                          |
| Dychuk 0'32'’ Malynovskyi 27'34'’ Kvasnii 27'44'’, 37'44'’ Semenčenko 30'28'’ Smetanenko 36'43'’ | Marcatori | 4'53'’ Josipović 7'45'’ Pest-Mundvajl 17'43'’ (t.l.) Sušac 18'24'’ Čičić |

| Arbitri: | Ruben António Cardoso Santos Telmen Undrakh Ozan Soykan |
| Crono:   | Denys Kutsyi                                            |

| |           |  |
| Espín 6'28'’ Marrón 11'14'’, 23'12'’ Ortas 14'46'’ Carrasco 19'32'’ Tapias 24'05'’ I. Gómez 26'09'’ Guido 32'55'’ Adrián Rivera 34'22'’ | Marcatori |  |

| Arbitri: | Aslan Galayev Giulio Colombin Damian Grabowski |
| Crono:   | Marjan Mladenovski                             |

|                           |           |                                                                         |
| Csog 20'24'’ Hegy 33'54'’ | Marcatori | 8'59'’ Semenčenko 24'09'’, 28'15'’ Kvasnii 28'47'’ Dychuk 30'11'’ Lutai |

| Arbitri: | Ingus Puriņš Denys Kutsyi Volha Pauliuts |
| Crono:   | Trayan Enchev                            |

|                |           | |
| Cigler 17'00'’ | Marcatori | 2'35'’, 6'40'’, 24'36'’, 25'23'’ Ordóñez 5'31'’ Marrón 8'27'’, 8'38'’ Moreno 13'53'’, 31'32'’ García Muñoz 28'58'’, 37'48'’ Ortas |

| Arbitri: | Telmen Undrakh Ruben António Cardoso Santos Lars Van Leeuwen |
| Crono:   | Ozan Soykan                                                  |

| |           |  |
| Sušac 6'41'’ Đurković 14'48'’ Čičić 15'43'’ Josipović 17'25'’ Lasić 19'29'’ Dragičević 32'19'’ Zorotović 37'58'’, 39'13'’ | Marcatori |  |

| Arbitri: | Giulio Colombin Aslan Galayev Viktor Bugenko |
| Crono:   | Rastislav Behancin                           |

|                                 |           |                                   |
| Carrasco 22'57'’ Moreno 31'54'’ | Marcatori | 30'15'’ Smetanenko 38'55'’ Dychuk |

### Girone B
| Squadra    | P.ti | G | V | N | P | GF | GS | DR |
| ---------- | ---- | - | - | - | - | -- | -- | -- |
| Portogallo | 9    | 3 | 3 | 0 | 0 | 12 | 4  | +8 |
| Polonia    | 6    | 3 | 2 | 0 | 1 | 9  | 7  | +2 |
| Italia     | 3    | 3 | 1 | 0 | 2 | 5  | 10 | -5 |
| Francia    | 0    | 3 | 0 | 0 | 3 | 3  | 8  | -5 |

| Arbitri: | Peter Nurse Marjan Mladenovski Javier Moreno Reina |
| Crono:   | Aslan Galayev                                      |

|                       |           |                                                       |
| Roll 13'52'’, 32'38'’ | Marcatori | Furtado 1'35'’, 24'29'’ Colaço 23'43'’ Kutchy 30'25'’ |

| Arbitri: | Volha Pauliuts Trayan Enchev Ingus Puriņš |
| Crono:   | Lars Van Leeuwen                          |

|  |           |                                                        |
|  | Marcatori | Capponi 6'30'’ Ansaloni 13'06'’ Pazetti 35'10'’ (t.l.) |

| Arbitri: | Rastislav Behancin Javier Moreno Reina Peter Nurse |
| Crono:   | Viktor Bugenko                                     |

|                        |           |                                                                     |
| Scavino 39'42'’ (t.l.) | Marcatori | Sendlewski 10'46'’ Licznerski 19'37'’ Roll 36'50'’ Krzempek 39'12'’ |

| Arbitri: | Lars Van Leeuwen Ozan Soykan Telmen Undrakh |
| Crono:   | Volha Pauliuts                              |

|                                |           |                         |
| Simão 8'46'’ D. Santos 21'25'’ | Marcatori | Benslama 19'26'’ (t.l.) |

| Arbitri: | Marjan Mladenovski Ingus Puriņš Trayan Enchev |
| Crono:   | Volha Pauliuts                                |

|                                                       |           |                             |
| Licznerski 16'08'’, 38'23'’ Sendlewski 17'23'’ (t.l.) | Marcatori | Dembele 2'05'’ Alla 31'23'’ |

| Arbitri: | Javier Moreno Reina Denys Kutsyi Rastislav Behancin |
| Crono:   | Damian Grabowski                                    |

|                       |           | |
| Henz Oeschler 28'28'’ | Marcatori | Henz Oeschler 0'41'’ (aut.) Furtado 3'35'’, 22'05'’ Kutchy 11'03'’ Colaço 16'39'’ P. Santos 29'33'’ |

## Fase a eliminazione diretta
|  | Semifinali | Semifinali   | Semifinali |            |              | Finale       | Finale | Finale |  |
|  |            |              |            |            |              |              |        |        |  |
|  | A1         | Spagna (dts) | 5          |            |              |              |        |        |  |
|  | A1         | Spagna (dts) | 5          |            |              |              |        |        |  |
|  | B2         | Polonia      | 2          |            |              |              |        |        |  |
|  | B2         | Polonia      | 2          |            | Spagna (dts) | Spagna (dts) | 6      |        |  |
|  |            |              |            |            | Spagna (dts) | Spagna (dts) | 6      |        |  |
|  |            |              | Portogallo | Portogallo | 2            |              |        |        |  |
|  | B1         | Portogallo   | Portogallo | Portogallo | 2            | 4            |        |        |  |
|  | B1         | Portogallo   |            |            |              |              |        |        |  |
|  | A2         | Ucraina      | 1          |            |              |              |        |        |  |

### Semifinali
| Arbitri: | Javier Moreno Reina Peter Nurse Ozan Soykan |
| Crono:   | Damian Grabowski                            |

|                                                             |           |                  |
| D. Santos 2'28'’ Velho 14'52'’ Simão 21'17'’ Kutchy 30'54'’ | Marcatori | Skybchyk 32'57'’ |

| Arbitri: | Ruben António Cardoso Santos Denys Kutsyi Giulio Colombin |
| Crono:   | Telmen Undrakh                                            |

|                                                                                     |           |                                            |
| García Muñoz 23'08'’ Adrián Rivera 23'22'’ Marrón 42'48'’, 48'23'’ Carrasco 45'41'’ | Marcatori | Sendlewski 16'20'’ (rig.) Turkowyd 26'03'’ |

### Finale
| Arbitri: | Giulio Colombin Telmen Undrakh Denys Kutsyi |
| Crono:   | Marjan Mladenovski                          |

| |           |                                               |
| Carrasco 1'02'’ Moreno 16'34'’ García Muñoz 41'28'’ Adrián Rivera 44'49'’ Cerviño 46'52'’ Ordóñez 48'42'’ | Marcatori | 6'43'’ (rig.) Teixeira 37'46'’ (aut.) Cerviño |

## Campione
Spagna
(2º titolo)

## Classifica finale
| Pos.    | Squadra    |
| ------- | ---------- |
|         | Spagna     |
|         | Portogallo |
|         | Ucraina    |
| Polonia |            |
| 5       | Croazia    |
| 5       | Italia     |
| 7       | Francia    |
| 7       | Romania    |

## Classifica marcatori
Solo i goal segnati nella fase finale del torneo sono conteggiati.
5 goal
- Nicolás Marrón Bleda

- Pablo Ordóñez Jiménez

4 goal
- Diogo Furtado
- Jorge Carrasco García

- Álex García Muñoz

- Juan José Moreno López

- Yaroslav Kvasnii

3 goal
- Szymon Licznerski
- Kamil Roll

- Kacper Sendlewski
- Kutchy Edmilson Sá

- Albert Ortas Net
- Adrián Rivera González

- Oleksandr Dychuk

2 goal
- Dominik Čičić
- Filip Josipović
- Romeo Sušac

- Tonino Zorotović
- Tomás Colaço

- Diogo Santos
- Rodrigo Simão

- Rostyslav Semenčenko
- Oleksandr Smetanenko

1 goal
- Lovro Cigler
- Duje Dragičević
- Domagoj Đurković
- Gabrijel Lasić
- Marko Pest-Mundvajl
- Sofiane Alla
- Amin Benslama

- Houmany Dembele
- Tommaso Ansaloni
- Valerio Giulii Capponi
- Lucas Henz Oeschler
- Gabriel Pazetti
- Leonardo Scavino
- Miłosz Krzempek

- Filip Turkowyd
- Pedro Santos
- Rúben Teixeira
- Tiago Velho
- János Csongor Csog
- Attila Hegy
- Ion Cerviño Pueyo

- Jorge Espín Meseguer
- Guido García Sánchez
- Ignacio Gómez Benítez
- Adrián Tapias Villalba
- Sava Lutai
- Maksym Malynovskyi
- Dmytro Skybchyk

1 autogoal
- Lucas Henz Oeschler (pro  Portogallo)

- Ion Cerviño Pueyo (pro  Portogallo)